# Neufchelles
Neufchelles és un municipi francès, situat al departament de l'Oise i a la regió dels Alts de França. L'any 2007 tenia 365 habitants.

## Demografia

### Població
El 2007 la població de fet de Neufchelles era de 365 persones. Hi havia 137 famílies de les quals 31 eren unipersonals (23 homes vivint sols i 8 dones vivint soles), 45 parelles sense fills, 57 parelles amb fills i 4 famílies monoparentals amb fills.
La població ha evolucionat segons el següent gràfic:
Habitants censats

### Habitatges
El 2007 hi havia 153 habitatges, 134 eren l'habitatge principal de la família, 8 eren segones residències i 12 estaven desocupats. 152 eren cases i 1 era un apartament. Dels 134 habitatges principals, 126 estaven ocupats pels seus propietaris, 7 estaven llogats i ocupats pels llogaters i 1 estava cedit a títol gratuït; 1 tenia una cambra, 7 en tenien dues, 17 en tenien tres, 34 en tenien quatre i 75 en tenien cinc o més. 99 habitatges disposaven pel capbaix d'una plaça de pàrquing. A 52 habitatges hi havia un automòbil i a 69 n'hi havia dos o més.

### Piràmide de població
La piràmide de població per edats i sexe el 2009 era:
| Homes | Edats   | Dones |
| ----- | ------- | ----- |
| 0     | 95 o +  | 0     |
| 0     | 90 a 94 | 4     |
| 0     | 85 a 89 | 0     |
| 4     | 80 a 84 | 8     |
| 0     | 75 a 79 | 4     |
| 0     | 70 a 74 | 0     |
| 4     | 65 a 69 | 4     |
| 8     | 60 a 64 | 4     |
| 0     | 55 a 59 | 4     |
| 20    | 50 a 54 | 32    |
| 12    | 45 a 49 | 8     |
| 16    | 40 a 44 | 8     |
| 24    | 35 a 39 | 20    |
| 20    | 30 a 34 | 12    |
| 4     | 25 a 29 | 8     |
| 4     | 20 a 24 | 20    |
| 8     | 15 a 19 | 8     |
| 12    | 10 a 14 | 20    |
| 24    | 5 a 9   | 20    |
| 12    | 0 a 4   | 8     |

## Economia
El 2007 la població en edat de treballar era de 240 persones, 177 eren actives i 63 eren inactives. De les 177 persones actives 168 estaven ocupades (103 homes i 65 dones) i 9 estaven aturades (3 homes i 6 dones). De les 63 persones inactives 25 estaven jubilades, 17 estaven estudiant i 21 estaven classificades com a «altres inactius».

### Ingressos
El 2009 a Neufchelles hi havia 144 unitats fiscals que integraven 381,5 persones, la mediana anual d'ingressos fiscals per persona era de 20.562 €.

### Activitats econòmiques
Dels 9 establiments que hi havia el 2007, 2 eren d'empreses de fabricació d'altres productes industrials, 4 d'empreses de construcció, 2 d'empreses d'informació i comunicació i 1 d'una entitat de l'administració pública.
Dels 5 establiments de servei als particulars que hi havia el 2009, 2 eren paletes, 1 fusteria, 1 lampisteria i 1 electricista.

## Equipaments sanitaris i escolars
El 2009 hi havia una escola elemental integrada dins d'un grup escolar amb les comunes properes formant una escola dispersa.

## Poblacions més properes
El següent diagrama mostra les poblacions més properes.